# 신쓰루미 신호장
신쓰루미 신호장(일본어: 新鶴見信号場, しんつるみしんごうじょう)은 일본 가나가와현 가와사키시 사이와이구에 있는 동일본 여객철도의 신호장이다.
과거의 신쓰루미 조차장에서 야드 집결형 화물 운송의 종결에 따른 일부 기능을 남기고 1984년에 신호장으로 격하되어 약 42ha의 광대한 유적의 대부분은 오래도록 빈 터가 되었지만, 1990년대 말부터 다시 개발이 이루어져 왔다.

## 개요
도카이도 본선, 무사시노 선, 난부 선이 다니는 3개 노선의 결절점이다. 하루에 200개 이상의 화물 열차가 발착해 장거리 화물 열차 중계 지점으로서 역할을 하고 있다.
구내에는 상하 본선 2개와 착발선이 1번 선에서 11번 선까지 존재한다. 신호장의 쓰루미 방향에는 승무원 기지와 차량 기지인 신쓰루미 기관구가 갖춰져 있어 승무원이나 기관차 교대를 실시하는 열차를 중심으로 운전정차한다. 1,2분 정도 운전정차 및 통과하는 열차는 본선에, 기관차 교대나 수십분 정차하는 열차는 착발선에 입선한다. 이외에 도카이도 화물선 경유의 라이너 열차 또는 관련 회송 열차, 단체 전용 열차나 임시 열차 등 일부 여객 열차도 이 신호장을 경유한다.
이 곳은 도카이도 화물선의 상하 본선 사이에 쓰루미·싯테 방면을 향하여 기관차용의 유효 길이의 짧은 착발선 1개가 깔렸고 신쓰루미 기관구의 기류 선군의 단기로 회송 열차가 직접 입출구로 들어올 수 있다. 이 때문에 실제로 이 신호장을 발착하는 열차는 신쓰루미 기관구에 단기로 입출구하는 회송 열차만 한정되어 있는 것이다.

## 역 주변
- 동일본 여객철도 신카와사키역・가시마다역
- 미쓰비시후소트럭·버스 가와사키 제작소, 기술 센터

## 역사
화물량의 증가에 따라 당시 도쿄의 도카이도 본선의 화물 거점역이었던 시오도메 역과 시나가와역의 부담을 분산하기 위해 도카이도 본선 화물 지선의 힌카쿠 선 개통과 동시에 영업을 개시했다. 차량기지도 있어서 도카이도 본선과 도호쿠 본선, 주오 본선을 잇는 화물 열차의 중계점으로서 화물 열차 시스템 체인지가 열리는 1984년까지 반세기 이상에 걸쳐 오미야 조차장, 다바타 조차장 등과 함께 도쿄 주변의 주요한 조차장으로서 기능해왔다.
난부 선과의 연결에 관해서는 현재, 1951년에 부설된 싯테 단락선이 사용되고 있지만, 조차장 개업 당초에는 난부 철도가 무카이가와라역에서 단락 경계선을 건설하였고, 조차장에 인접한 이치노츠보 역을 설치하여 화물 수수를 시작했다. 1973년 무카이가와라 역에서 단락선이 폐지되고, 동시에 영업 킬로미터 설정이 없는 싯테 단락선이 정식으로 영업 노선 개업을 하고 현재에 이르고 있다.
- 1929년 8월 21일: 국철의 신쓰루미 조차장 개설.
- 1984년 2월 1일: 신호장으로 격하, 신쓰루미 신호장이 됨.
- 1987년 4월 1일: 일본 철도 민영화에 의해 JR동일본의 시설이 됨.

## 같이 보기
- 도카이도 화물선